# 1964-es Formula–1 világbajnokság
Az 1964-es Formula–1 világbajnokság volt a 15. FIA Formula–1 világbajnoki szezon, amely 1964. május 10-étől október 25-éig tartott. Az előző évben domináló Jim Clark nem tudta megvédeni bajnoki címét, a világbajnokság az utolsó futamig háromesélyes maradt. A szezonzárón John Surtees második helyével megszerezte a címet, a konstruktőrök között csapata, a Ferrari győzött. Ebben az évben debütált a japán Honda csapat, és fejezte be pályafutását az 1950 óta versenyző Maurice Trintignant.

## A szezon menete
Az élcsapatok közül egyedül a Lotus cserélt versenyzőt: Peter Arundell (a szezon második felében Mike Spence) lett Clark csapattársa. Számos csapat új autóval állt elő a szezonra: a BRM a P261-et Graham Hillnek és Richie Ginthernek, a Ferrari a 158-at John Surteesnek és Lorenzo Bandininek, Jack Brabham a BT7-et Dan Gurneynek és saját magának.

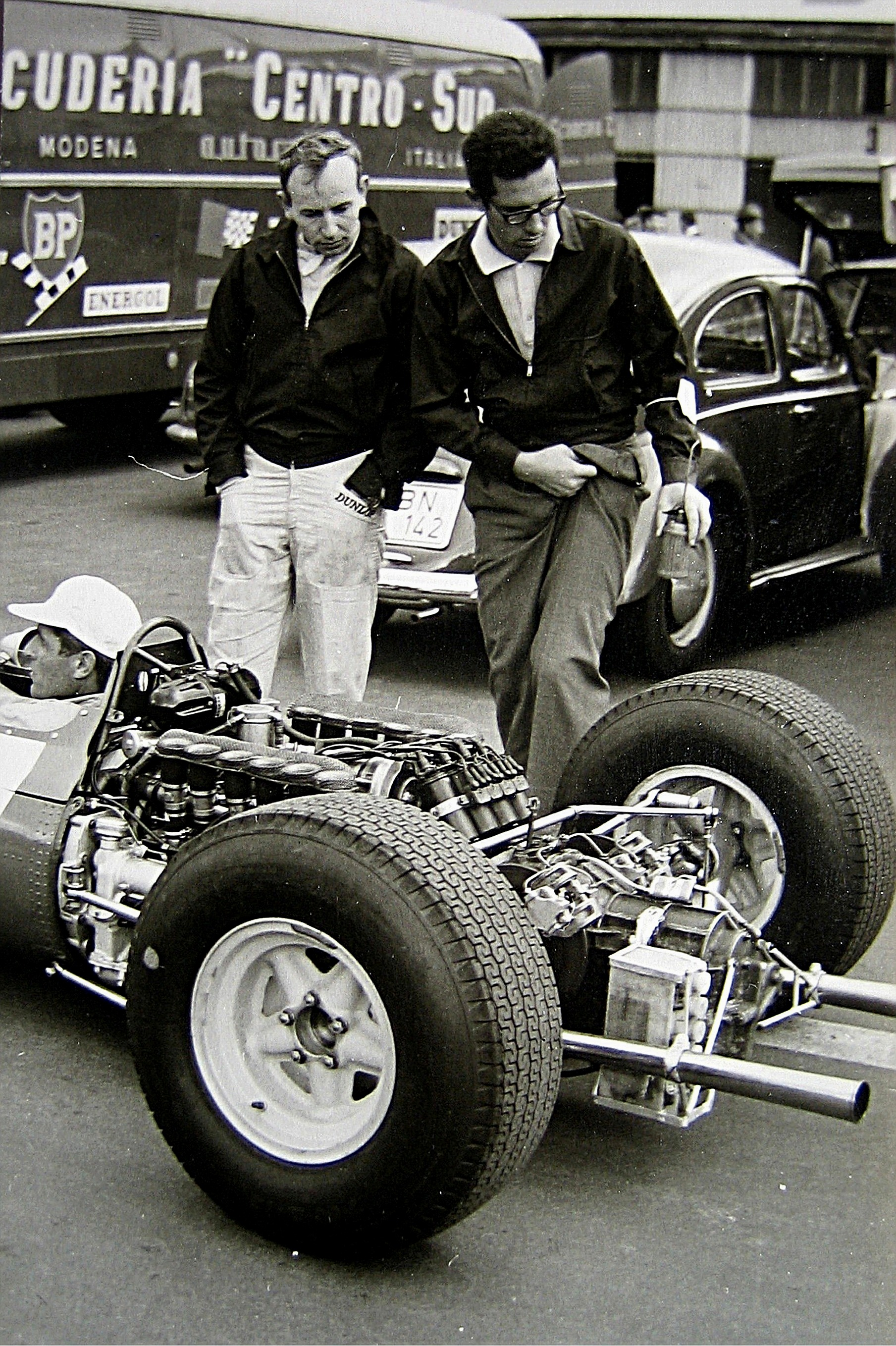
John Surtees (balra) és Mauro Forghieri 1965-ben

Monacóban Clark és Brabham indult az első sorból, míg Surtees és Hill a másodikból. A verseny elején Gurney hamar Hill és Brabham elé került, míg Surtees váltóprobléma, Brabham motorhiba miatt esett vissza. Clark a verseny elejétől kezdve felfüggesztésének egy darabját húzta maga után, ezért Chapman visszahívta a boxba javításra, nehogy emiatt kizárják. A skót a harmadik helyre tért vissza. Az élen Gurney üzemanyagszivárgással küszködött, Hill az 53. körben megelőzte az amerikait, aki a 62. körben váltóhiba miatt kiesett. Clark képtelen volt utolérni Hillt, az utolsó körökben autója motorhiba miatt megállt. A futamot Hill nyerte csapattársa, Ginther előtt, Arundell harmadik lett, míg Clarkot a negyedik helyen rangsorolták.
Zandvoortban Gurney szerezte meg a pole-t Clark és Graham Hill előtt. A rajtnál Clark állt az élre. Surtees a verseny elején megelőzte Arundellt, Gurneyt és Hillt. Gurney a 22. körben kiállt kormányának eltörése miatt, míg Hill gyújtáshibával szenvedett és fokozatason hátrébb csúszott a mezőnyben. Clark közel egyperces előnnyel győzött Surtees, Arundell és Hill előtt.
A belga nagydíjon Gurney indult az első helyről, Hill előtt. Arundell remek rajtot vett és a negyedik helyről indulva az élre állt. Még az első körben Gurney, Surtees és Clark is visszaelőzte. Surtees rövid időre ávette Gurney-től a vezetést, de motorhiba miatt kiesett. Clark a 28. körben kiállt vízért, és a harmadik helyre tért vissza. A következő körben Gurney lassulni kezdett, mivel elfogyott az üzemanyaga. Ezután a vezető Hill üzemanyagpumpájával akadt probléma. A vezetést ekkor Bruce McLaren szerezte meg, de az utolsó körben, az utolsó kanyar előtt motorja tönkrement és autója a célvonal felé gurult. Ekkor jelent meg Clark, aki teljes sebességgel elhaladt McLaren mellett és megnyerte a versenyt. (Végül Clarknak is elfogyott az üzemanyaga a levezető körben.) Brabham harmadik, Ginther negyedik lett.
A francia nagydíjat ebben az évben Rouenban tartották. Clarké lett az első rajtkocka, Gurney és Surtees előtt. Az első körben McLaren megcsúszott és a mezőny végére esett vissza, míg Surtees a 3. körben esett vissza eltört olajcsöve miatt. Graham Hill megcsúszott, de a 24. körre felért a negyedik helyre. Clark a versenytáv felén motorhiba miatt kiesett, így a Gurney és Brabham haladt az élen. Hill felzárkózott Brabhamre, a 37. körben megelőzte, de együtt maradtak a befutóig, kevesebb mint egy másodperc választotta el őket egymástól. Dan Gurney megszerezte a Brabham-Climax első győzelmét, Hill második, Jack Brabham harmadik lett.

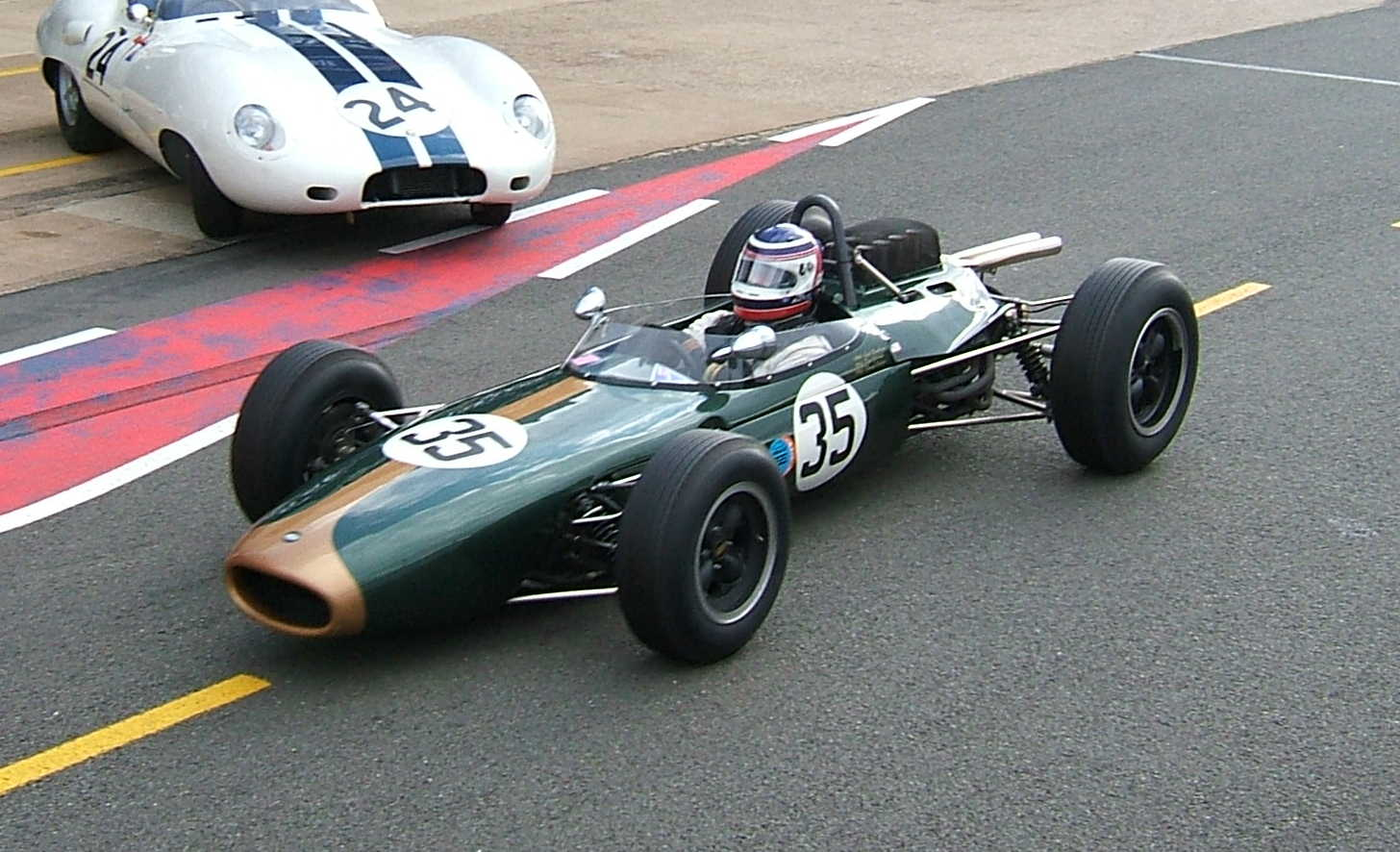
Brabham BT11-es

Peter Arundell egy Formula–2-es versenyen súlyosan megsérült, ezért az évad hárlévő részében Mike Spence helyettesítette a Lotusnál.
A brit nagydíjat először rendezték meg Brands Hatch-ben, ahol Clark, Hill és Gurney indult az első sorból. Clark a rajt után is megtartotta előnyét, Hill a 2. körben megelőzte Gurneyt, aki hamarosan gyújtásprobléma miatt kiállt a boxba. A versenyt Clark nyerte Hill, Surtees és a boxkiállása után a negyedik helyre visszakapaszkodó Brabham előtt.
A német nagydíjon indult először a Honda a sportágban Ronnie Bucknummal, de egyelőre nem arattak nagy sikert, mivel egy perccel elmaradtak a pole-pozíciós John Surteestől. Mellette még Clark, Gurney és Bandini indult az első sorból. A szombati edzést a holland Carel Godin de Beaufort balesete árnyékolta be, aki Porschéjével a Bergwerknél egy fának ütközött. A versenyző még aznap belehalt sérüléseibe.
Bandini vette a legjobb rajtot, így átvette a vezetést, de ezután visszacsúszott és Clark állt az élre. Surtees hamar megelőzte Gurneyt, majd Clarkot is (aki később motorhiba miatt kiesett), így övé lett a vezetés Gurney, Hill és Brabham előtt. Gurney visszaesett, amikor motorja túlmelegedett, míg Brabhamnek az áttétellel akadt problémája. Surtees a Ferrari első győzelmét szerezte az évadban. Hill egy perc hátránnyal ért célba a második helyen, Bandini harmadik lett.

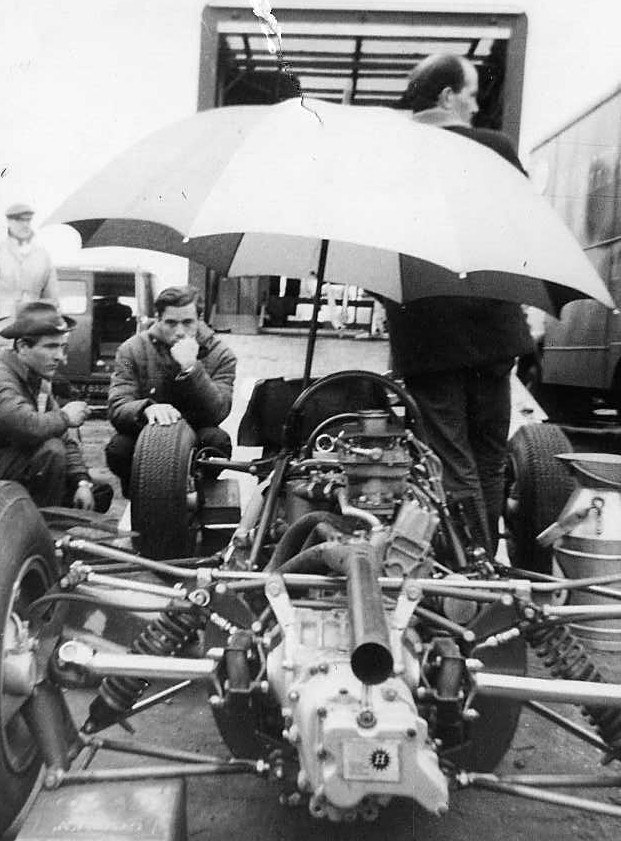
Clark a német nagydíjon

1964-ben rendezték meg az első világbajnoki osztrák nagydíjat, a zeltwegi katonai repülőtéren. A mindössze öt kanyarból álló pálya egyenetlen felülete sok felfüggesztési hibát okozott. Az első sorból Hill, Surtees, Clark és Gurney indult. Ezen a futamon indult elsőként a sportágban a későbbi világbajnok Jochen Rindt. A rajtnál Clark és Hill is lemaradt technikai problémák miatt, Jack Brabham pedig üzemanyagellátási hiba miatt kiállt boxba. Ennek eredményeképp Gurney állt az élre, míg Surtees át nem vette a vezetést a 2. körben. Bandini harmadik volt, akihez csatlakozott a felzárkozó Clark. Surtees hamar kiesett hátsó felfüggesztésének meghibásodása miatt, Graham Hill elektromos hiba miatt adta fel a futamot. Clark a 9. körben megelőzte a második Bandinit, de képtelen volt a nagy előnnyel vezető Gurney-hez közeledni. Mike Spence az ötödik helyig jött fel, de Clarkkal egyszerre estek ki, féltengelyük eltörése miatt. A 47. körben Gurney autója lelassult első felfüggesztésének meghibásodása miatt, így Bandini vette át a vezetést Ginther és Jo Bonnier előtt. Az 59. körben a Phil Hill balesetet szenvedett, Cooperje lángra lobbant és kiégett, de a versenyzőnek nem esett baja. Bonnier gyújtáskihagyással küzdött, ezért visszaesett, a harmadik helyen így a privát Brabhammel versenyző Bob Anderson ért célba. Bandini pályafutása egyetlen világbajnoki futamgyőzelmét szerezte, Ginther második lett.
Az olasz nagydíjon Surtees szerezte meg az első rajtkockát, mellette Gurney és Graham Hill indult. Hill ismét lemaradt a rajtnál, ezúttal kuplunghiba miatt. McLaren állt az élre, de hamar visszaesett harmadiknak Gurney és Surtees mögé. Ők ketten harcoltak a verseny nagy részében az első helyért, amíg Gurney vissza nem esett a futam végén motorhiba miatt. Clark McLarennel küzdött a harmadik helyért, de a 27. körben kiesett motorhiba miatt. Surtees több mint egy perc előnnyel győzött McLaren előtt. Bandini nem sokkal Ginther előtt haladt a célvonalon, harmadik lett.
Surtees győzelmével világbajnoki esélyessé lépett elő: négy ponttal volt lemaradva Hill, kettővel Clark mögött.
Enzo Ferrari vitába keveredett az Olasz Autóklubbal, a Ferrarikat a hagyományos vörösről az amerikai kék-fehér színekre festették, az autókat a North American Racing Team nevezte be az utolsó két versenyre.

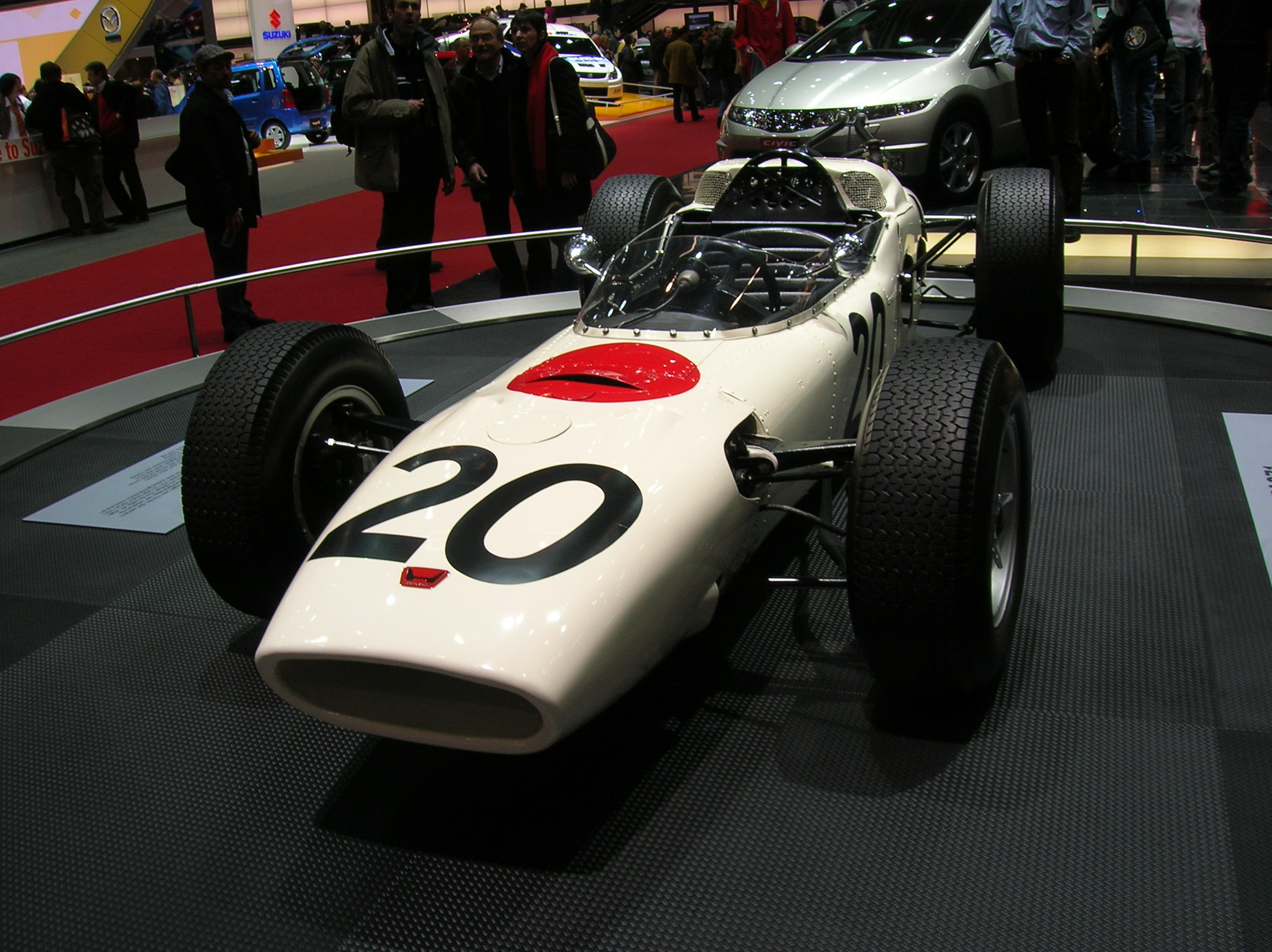
Honda RA271

Watkins Glenben az edzésen Clark volt a leggyorsabb, az első soron Surteesszel osztozott. A rajt után Surtees állt az élre, Spence a harmadik sorból a  második helyre jött fel, de hamar visszaelőzte Hill és csapattársa is. Clark Hill után Surteest is megelőzte a 13. körben, és az élen maradt a 40. körig. Ekkor a Lotus versenyzője gyújtáskihagyással küzdött, gyorsan esett vissza a mezőnyben. Csapata ekkor behívta Spence-t, hogy a két versenyzőjük autót cseréljen. Clark így nem szerezhetett pontot, de abban reménykedett, hogy helyezésével pontot vehet el riválisaitól. A versenyt ezután Hill vezette Surtees és Gurney előtt, míg Clark (Spence autójával) közeledett hozzájuk. Gurney olajnyomásának problémája miatt kiesett a 70. körben. Clark az utolsó körökben az üzemanyagpumpa meghibásodása miatt elveszítette esélyét, hogy megelőzze világbajnoki ellenfeleit. Hill győzött Surtees és a harmadik helyet megöröklő Jo Siffert előtt.
A hetedik helyen rangsorolt Clark esélye a bajnoki címre jelentősen csökkent, Surtees hátránya öt pontra nőtt Hillel szemben.
A szezonzáró mexikói nagydíjon Clark indult az első helyről, Gurney, Bandini és Surtees előtt. A skót bajnoki esélyei jelentősen megnőttek, amikor a rajt után megtartotta a vezetést, míg riválisai jelentősen visszaestek. Hill sisakja megsérülése miatt a tizedik, Surtees kihagyó motorja (később megjavult) miatt a tizenharmadik helyre esett vissza, de mindketten vissza tudtak zárkózni az élmezőnybe. Hill a 12. körben szerezte meg a címéhez szükséges harmadik helyet. A mögötte haladó Bandini megpróbálta megelőzni Hillt, de a hajtűkanyarban nekiütközött, mindketten kicsúsztak, így Surteesé lett a harmadik hely. Bár mindketten vissza tudtak állni (Bandini később visszaelőzte Surteest), Hill a BRM sérült kipufogói miatt kiállt a boxba, címe innentől kezdve riválisai helyezésén múlt. Úgy tűnt, az élen haladó Clark megszerzi második bajnoki címét, de hét körrel a leintés előtt a Lotusból olaj kezdett szivárogni, majd a motor az utolsó körben meg is állt. A versenyt így Dan Gurney nyerte. Bandini elengedte Surteest, aki így második helyével elegendő pontot szerzett, hogy világbajnok legyen.
A 40 pontos John Surtees az egyetlen versenyző, aki a Gyorsaságimotoros-világbajnokságban és a Formula–1-ben egyaránt bajnok lett. Graham Hill második, Jim Clark harmadik lett a bajnokságban. A konstruktőri versenyt a Ferrari nyerte a BRM és a Lotus-Climax előtt.

## Futamok
| #   | Verseny          | Időpont       | Helyszín           | Pályarajz | Győztes versenyző | Győztes csapat | Összefoglaló |
| --- | ---------------- | ------------- | ------------------ | --------- | ----------------- | -------------- | ------------ |
| 122 | monacói nagydíj  | Május 10.     | Monaco             |           | Graham Hill       | BRM            | Összefoglaló |
| 123 | holland nagydíj  | Május 24.     | Zandvoort          |           | Jim Clark         | Lotus-Climax   | Összefoglaló |
| 124 | belga nagydíj    | Június 14.    | Spa-Francorchamps  |           | Jim Clark         | Lotus-Climax   | Összefoglaló |
| 125 | francia nagydíj  | Június 28.    | Rouen-Les-Essarts  |           | Dan Gurney        | Brabham-Climax | Összefoglaló |
| 126 | brit nagydíj     | Július 11.    | Brands Hatch       |           | Jim Clark         | Lotus-Climax   | Összefoglaló |
| 127 | német nagydíj    | Augusztus 2.  | Nürburgring        |           | John Surtees      | Ferrari        | Összefoglaló |
| 128 | osztrák nagydíj  | Augusztus 23. | Zeltweg            |           | Lorenzo Bandini   | Ferrari        | Összefoglaló |
| 129 | olasz nagydíj    | Szeptember 6. | Monza              |           | John Surtees      | Ferrari        | Összefoglaló |
| 130 | amerikai nagydíj | Október 4.    | Watkins Glen       |           | Graham Hill       | BRM            | Összefoglaló |
| 131 | mexikói nagydíj  | Október 25.   | Hermanos Rodriguez |           | Dan Gurney        | Brabham-Climax | Összefoglaló |

## A bajnokság végeredménye

### Pontrendszer
| Helyezés | 1. | 2. | 3. | 4. | 5. | 6. | 7.-20. |
| -------- | -- | -- | -- | -- | -- | -- | ------ |
| Pont     | 9  | 6  | 4  | 3  | 2  | 1  | 0      |

### Versenyzők
(Táblázat értelmezése)

(Félkövér: pole-pozícióból indult; dőlt: leggyorsabb kört futott) 

| Helyezés | Versenyző               | MON | NED | BEL | FRA | GBR | GER | AUT | ITA | USA | MEX | Pont    |
| -------- | ----------------------- | --- | --- | --- | --- | --- | --- | --- | --- | --- | --- | ------- |
| 1        | John Surtees            | Ki  | 2   | Ki  | Ki  | 3   | 1   | Ki  | 1   | 2   | 2   | 40      |
| 2        | Graham Hill             | 1   | 4   | 5   | 2   | 2   | 2   | Ki  | Ki  | 1   | 11  | 39 (41) |
| 3        | Jim Clark               | 4   | 1   | 1   | Ki  | 1   | Ki  | Ki  | 15  | 7   | 5   | 32      |
| 4        | Lorenzo Bandini         | 10  | Ki  | Ki  | 9   | 5   | 3   | 1   | 3   | Ki  | 3   | 23      |
| 5        | Richie Ginther          | 2   | 11  | 4   | 5   | 8   | 7   | 2   | 4   | 4   | 8   | 23      |
| 6        | Dan Gurney              | Ki  | Ki  | 6   | 1   | 13  | 10  | Ki  | 10  | Ki  | 1   | 19      |
| 7        | Bruce McLaren           | Ki  | 7   | 2   | 6   | Ki  | Ki  | Ki  | 2   | Ki  | 7   | 13      |
| 8        | Jack Brabham            | Ki  | Ki  | 3   | 3   | 4   | 12  | 9   | 14  | Ki  | 15  | 11      |
| 9        | Peter Arundell          | 3   | 3   | 9   | 4   |     |     |     |     |     |     | 11      |
| 10       | Jo Siffert              | 8   | 13  | Ki  | Ki  | 11  | 4   | Ki  | 7   | 3   | 17  | 7       |
| 11       | Bob Anderson            | 7   | 6   | NI  | 12  | 7   | Ki  | 3   | 11  |     |     | 5       |
| 12       | Mike Spence             |     |     |     |     | 9   | 8   | Ki  | 6   | Ki  | 4   | 4       |
| 13       | Tony Maggs              |     | Ki  | NI  |     | Ki  | 6   | 4   |     |     |     | 4       |
| 14       | Innes Ireland           |     |     | 10  | Ki  | 10  |     | 5   | 5   | Ki  | 12  | 4       |
| 15       | Jo Bonnier              | 5   | 9   | Ki  |     | Ki  | Ki  | 6   | 12  | Ki  | 18  | 3       |
| 16       | Chris Amon              | NK  | 5   | Ki  | 10  | Ki  | 11  | Ki  |     | Ki  | 14  | 2       |
| 17       | Maurice Trintignant     | Ki  |     |     | 11  | NK  | 5   |     | Ki  |     |     | 2       |
| 18       | Walt Hansgen            |     |     |     |     |     |     |     |     | 5   |     | 2       |
| 19       | Phil Hill               | 9   | 8   | Ki  | 7   | 6   | Ki  | Ki  |     | Ki  | 9   | 1       |
| 20       | Trevor Taylor           | Ki  |     | 7   | Ki  | Ki  |     | Ki  | NK  | 6   | 19  | 1       |
| 21       | Mike Hailwood           | 6   | 12  |     | 8   | Ki  | Ki  | 8   | Ki  | 8   | 16  | 1       |
| 22       | Pedro Rodríguez         |     |     |     |     |     |     |     |     |     | 6   | 1       |
| 23       | Giancarlo Baghetti      |     | 10  | 8   |     | 12  | Ki  | 7   | 8   |     |     | 0       |
| 24       | Gerhard Mitter          |     |     |     |     |     | 9   |     |     |     |     | 0       |
| 25       | Ludovico Scarfiotti     |     |     |     |     |     |     |     | 9   |     |     | 0       |
| 26       | Moises Solana           |     |     |     |     |     |     |     |     |     | 10  | 0       |
| 27       | Peter Revson            | NK  |     | Kiz | NI  | Ki  | 14  |     | 13  |     |     | 0       |
| 28       | Ronnie Bucknum          |     |     |     |     |     | 13  |     | Ki  | Ki  |     | 0       |
| 29       | Hap Sharp               |     |     |     |     |     |     |     |     | HN  | 13  | 0       |
| 30       | John Taylor             |     |     |     |     | 14  |     |     |     |     |     | 0       |
| —        | Carel Godin de Beaufort |     | Ki  |     |     |     | NI  |     |     |     |     | 0       |
| —        | André Pilette           |     |     | Ki  |     |     | NK  |     |     |     |     | 0       |
| —        | Ian Raby                |     |     |     |     | Ki  |     |     | NK  |     |     | 0       |
| —        | Frank Gardner           |     |     |     |     | Ki  |     |     |     |     |     | 0       |
| —        | Edgar Barth             |     |     |     |     |     | Ki  |     |     |     |     | 0       |
| —        | Jochen Rindt            |     |     |     |     |     |     | Ki  |     |     |     | 0       |
| —        | Mário de Araújo Cabral  |     |     |     |     |     |     |     | Ki  |     |     | 0       |
| —        | Bernard Collomb         | NK  |     |     |     |     |     |     |     |     |     | 0       |
| —        | John Love               |     |     |     |     |     |     |     | NK  |     |     | 0       |
| —        | Geki                    |     |     |     |     |     |     |     | NK  |     |     | 0       |
| Helyezés | Versenyző               | MON | NED | BEL | FRA | GBR | GER | AUT | ITA | USA | MEX | Pont    |

### Konstruktőrök
| Helyezés | Gyártó                 | Gumi | Győzelmek | Dobogós helyezés | Első rh. | Leggy. kör | Pont   |
| -------- | ---------------------- | ---- | --------- | ---------------- | -------- | ---------- | ------ |
| 1        | Ferrari                | D    | 3         | 10               | 2        | 2          | 45(49) |
| 2        | BRM                    | D    | 2         | 7                | 1        | 1          | 42(51) |
| 3        | Lotus-Climax           | D    | 3         | 5                | 5        | 4          | 37(40) |
| 4        | Brabham-Climax         | D    | 2         | 6                | 2        | 3          | 30     |
| 5        | Cooper-Climax          | D    | 0         | 2                | 0        | 0          | 16     |
| 6        | Brabham-BRM            | D    | 0         | 0                | 0        | 0          | 7      |
| 7        | BRP-BRM                | D    | 0         | 0                | 0        | 0          | 5      |
| 8        | Lotus-BRM              | D    | 0         | 0                | 0        | 0          | 3      |
| —        | Derrington-Francis-ATS | G    | 0         | 0                | 0        | 0          | 0      |
| —        | Honda                  | D    | 0         | 0                | 0        | 0          | 0      |
| —        | Porsche                | D    | 0         | 0                | 0        | 0          | 0      |
| —        | Scirocco-Climax        | D    | 0         | 0                | 0        | 0          | 0      |
| —        | Brabham-Ford           | D    | 0         | 0                | 0        | 0          | 0      |